# Rentenfonds
Het Rentenfonds was een zelfstandige openbare financiële instelling in België. Zij werd opgericht op 18 mei 1945 en opgeheven per 1 januari 2017. Op die laatste datum werden taken en verantwoordelijkheden overgedragen op het Federaal Agentschap van de Schuld.

## Taken
- Waarborgen van de liquiditeit op de beursmarkt in overheidseffecten
- Technische functies in verband met het beheer van de Belgische staatsschuld
- Administratieve en toezichthoudende functies op de gereglementeerde buitenbeursmarkt in lineaire obligaties, gesplitste effecten en schatkistcertificaten die door de Belgische Staat uitgegeven worden.